# Beschrijvende verzamelingenleer
In de wiskundige logica en de verzamelingenleer is de beschrijvende verzamelingenleer de studie van bepaalde klassen van zich "goed-gedragende" verzamelingen van de reële lijn en andere Poolse ruimten. Als een van de belangrijkste gebieden van onderzoek in de verzamelingenleer, vindt de beschrijvende verzamelingenleer toepassing in andere gebieden van de wiskundige logica alsook in deelgebieden van de wiskunde, zoals de functionaalanalyse. 

## Poolse ruimten
De beschrijvende verzamelingenleer begint met de studie van de Poolse ruimten en hun Borel-verzamelingen. 
Een Poolse ruimte is een tweedst-aftelbare topologische ruimte, die metriseerbaar is met een volledige metriek. Op equivalente wijze is een Poolse ruimte een volledig scheidbare metrische ruimte, waarbinnen men de metriek als het ware is "vergeten". Voorbeelden hiervan zijn de reële lijn, de Baire-ruimte, de Cantor-ruimte en de Hilbert-kubus. 